# Orci
Orci é um município da Hungria, situado no condado de Somogy. Tem 9,97 km² de área e sua população em 2019 foi estimada em 559 habitantes.